# Dömnitz (Naturschutzgebiet)
Das Naturschutzgebiet Dömnitz liegt auf dem Gebiet der Stadt Pritzwalk und der Gemeinde Halenbeck-Rohlsdorf im Landkreis Prignitz in Brandenburg. Es erstreckt sich zwischen der Kernstadt Pritzwalk im Südwesten und dem Pritzwalker Ortsteil Kuckuck im Nordosten. Am nordöstlichen Rand des Gebietes verläuft die A 24, nordöstlich erstreckt sich der Sadenbecker Stausee, westlich verläuft die B 103. Durch das Gebiet hindurch fließt die Dömnitz, ein linker Nebenfluss der Stepenitz.

## Bedeutung
Das rund 160 ha große Gebiet wurde mit Verordnung vom 26. März 2018 unter Naturschutz gestellt. Es umfasst Teile des ehemals rund 80,8 ha großen Naturschutzgebiet Sadenbecker Brandhorst, das im Jahr 1997 unter Naturschutz gestellt worden war.